# 阿氏隆背海鯰
阿氏隆背海鯰為輻鰭魚綱鯰形目海鯰科的其中一種，分布於東南太平洋的哥倫比亞Valle del Cauca海域，體長可達17.7公分，棲息在底層水域，屬肉食性，生活習性不明。

## 擴展閱讀
維基物種上的相關：阿氏隆背海鯰